# Antrophyum reticulatum
Antrophyum reticulatum là một loài dương xỉ trong họ Pteridaceae. Loài này được G. Forst. Kaulf. mô tả khoa học đầu tiên năm 1824.